# Element Eighty

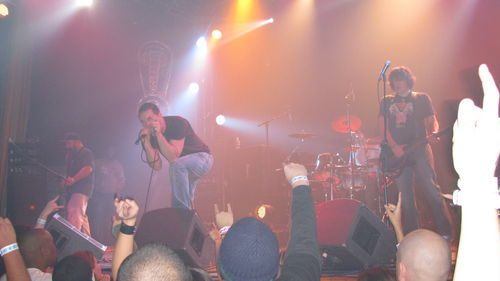
Element Eighty

Element Eighty was een nu-metalband uit Tyler, Texas. Bestaande uit zanger David Galloway, gitarist Matt Woods, drummer Ryan Carroll en bassist Zack Bates. Hun muziek wordt gekenmerkt door emotionele teksten en gitaar die past bij de vocalen. Ook zitten er korte grunts tussen de zang in.
De band is opgericht in 2000 en bracht een jaar later hun debuutalbum Mercuric uit onder hun eigen platenlabel. In 2003 sloot de band een contract af met Universal/Republic Records, waar het tweede album werd uitgebracht. Daarna volgden diverse tournees met bands als Ill Niño, Sevendust, 40 Below Summer en Mushroomhead. Aangezien de band vond dat de platenmaatschappij te weinig ondernam om de band te promoten, braken zij met het platenlabel en besloten zij hun albums voortaan weer in eigen beheer uit te brengen. In deze periode besloot de toenmalige bassist de band te verlaten, deze werd echter weer snel vervangen door de huidige bassist Zack Bates. In 2005 werd het derde album (The Bear) uitgebracht onder het eigen label Texas Cries.
In december 2006 maakte de band bekend te stoppen, maar in mei 2007 waren zij weer bij elkaar, totdat in 2010 het doek definitief viel.

## Discografie
- Mercuric (2001)
- Element Eighty (2003)
- The Bear (2005)